# Telejornal matinal
Telejornal matinal é um nome genérico dado a um telejornal, transmitido durante o início da manhã nas estações de televisão em variados países.

## Países

### Portugal
O primeiro telejornal matinal em Portugal (e na Europa) estreou a 18 de outubro de 1982, quando a RTP1 alargou o seu período de emissão para as manhãs, intitulado de Bom Dia Portugal, emitido entre as 8h e as 9h30. Para além das notícias, tinha espaços sobre meteorologia, trânsito, turismo, culinária, ginástica, os preços na praça, bricolage, astrologia, desenhos animados, entre outros. No entanto, devido à crise de 1983, e tendo a vista a poupança de energia, este período de emissão viria a encerrar, terminando o serviço noticioso neste horário.
Os serviços noticiosos no período da manhã viria a voltar entre 1991 e 1994, com Bom Dia, apresentado por Júlio Magalhães e Manuel Luís Goucha, sendo sucedido por uma síntese de notícias às 9h, e pelo programa Hora Viva, exibido alternadamente pela RTP1 e pela RTP2, entre 1999 e 2001.
O Bom Dia Portugal viria a regressar à antena da RTP1, pela mão de Emídio Rangel, que tinha ingressado recentemente na estação pública - onde lhe foi atribuído o cargo de diretor-geral - em 28 de janeiro de 2002, com a atual designação e com um formato que apresentava bastantes semelhanças com o noticiário matutino da SIC Notícias, então apenas com um ano de existência, tendo como formato um telejornal comum, com a transmissão de notícias de meia em meia hora e a informação sobre o trânsito. Foi a partir daqui que os noticiários passaram a ser um elemento indissociável do início das manhãs na televisão aberta portuguesa. A TVI viria a estrear o seu formato em 2003 com o Diário da Manhã (reduzido para 45 minutos em 2021, com o resto da manhã a ser preenchido pela Esta Manhã, em formato de infotainment) e a SIC viria a transmitir a Edição da Manhã, em simultâneo com a SIC Notícias.
| Canal        | Nome             | Hora | Duração | Estreia | Pivots                                                                             | Site         |
| ------------ | ---------------- | ---- | ------- | ------- | ---------------------------------------------------------------------------------- | ------------ |
| RTP1         | Bom Dia Portugal | 6h   | 4h      | 2002    | João Tomé de Carvalho, Carla Trafaria, Cristiana Freitas, Sandra Fernandes Pereira | RTP          |
| RTP3         | Bom Dia Portugal | 6h   | 4h      | 2004    | João Tomé de Carvalho, Carla Trafaria, Cristiana Freitas, Sandra Fernandes Pereira | RTP          |
| SIC          | Edição da Manhã  | 6h   | 2h15    | 2001    | João Moleira, Paulo Nogueira                                                       | SIC Notícias |
| SIC Notícias | Edição da Manhã  | 6h   | 4h      | 2008    | João Moleira, Paulo Nogueira                                                       | SIC Notícias |
| TVI          | Diário da Manhã  | 6h15 | 45 min. | 2003    | Pedro Carvalhas, Maria João Rosa, Daniela Rodrigues, José Gabriel Quaresma         | TVI Player   |
| TVI          | Esta Manhã       | 7h   | 3h      | 2021    | Nuno Eiró, Sara Sousa Pinto, Pedro Carvalhas, Iva Domingues                        | TVI Player   |
| CNN Portugal | Novo Dia         | 5h58 | 4h      | 2021    | André Neto de Oliveira, Isaura Quevedo, Maria Luís Albuquerque                     | CNN Portugal |
| CMTV         | Notícias CM      | 6h   | 3h15    |         |                                                                                    |              |